# Pulau Deli
Pulau Deli är en ö i Indonesien.   Den ligger i provinsen Banten, i den västra delen av landet, 170 km sydväst om huvudstaden Jakarta. Arean är 9,8 kvadratkilometer.
Terrängen på Pulau Deli är mycket platt. Öns högsta punkt är 34 meter över havet. Den sträcker sig 2,5 kilometer i nord-sydlig riktning, och 5,5 kilometer i öst-västlig riktning.